# تملتورپ
تملتورپ (به انگلیسی: Themelthorpe) یک روستا و محله مدنی در بریتانیا است که در Broadland واقع شده‌است. تملتورپ ۲٫۶۹ کیلومتر مربع مساحت و ۶۵ نفر جمعیت دارد.